# Kinderkaufhaus (Dresden)

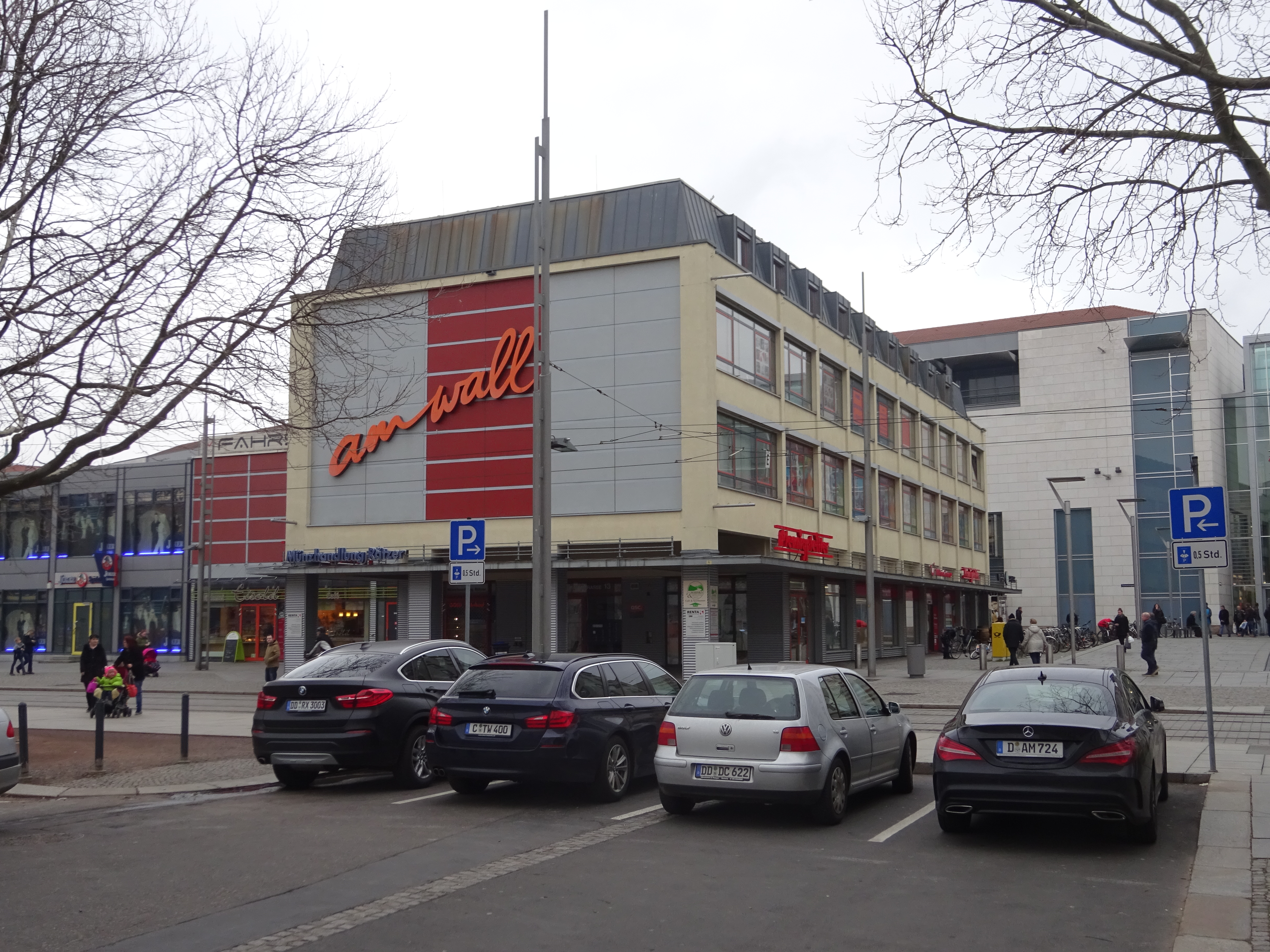
Ansicht von der Wallstraße, 2018

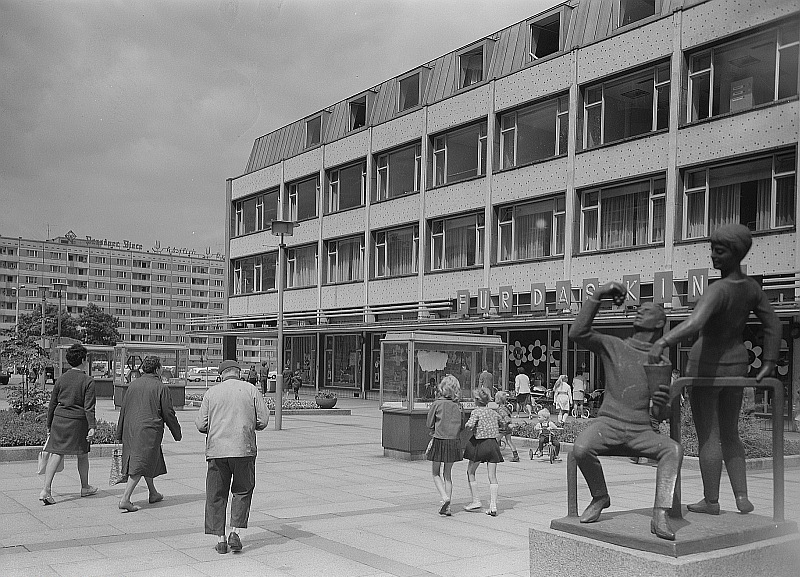
Kinderkaufhaus 1967 von der Webergasse aus gesehen, im Vordergrund die Plastik Traubenesser von Erich Otto (1962)

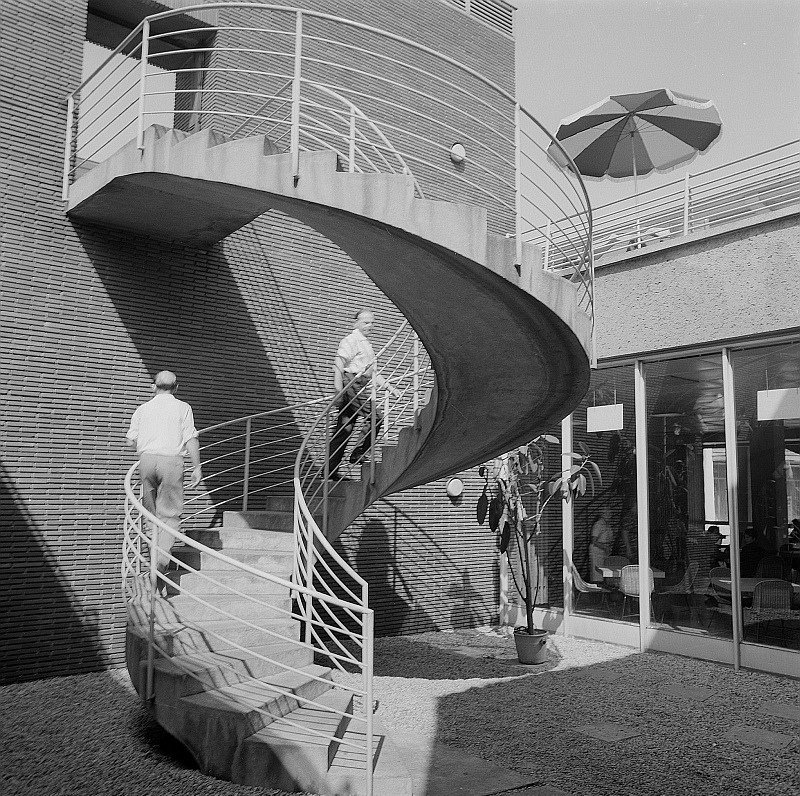
Freitreppe zur „Wallterrasse“ von der Webergasse aus (um 1968)

Das Kinderkaufhaus ist ein ehemaliges Kaufhaus an der Wallstraße 13 in Dresden.

## Beschreibung
Das Gebäude selbst ist Bestandteil eines L-förmigen Baukörpers. Während das dreigeschossige Kaufhaus mit ausgebauten Dachgeschoss selbst aus der Flucht der 1950er-Jahre Bauten in die Wallstraße heraustritt und auf diese Weise den früheren Beginn der Webergasse markiert, schließt sich an ihn ein zweigeschossiger Baukörper mit Gaststätte und Freiterrasse an („Wallterrasse“), der einerseits die Linie der Wallstraße aufnimmt, auf seiner Ostseite jedoch den Blickpunkt aus dem Tor am Altmarkt markierte, der das andere Ende der Webergasse bildete.
Die städtebauliche Konzeption wurde mit dem Bau der Altmarkt-Galerie bereits Anfang der 1990er Jahre aufgegeben: Die Webergasse mit ihren zweigeschossigen Gebäuden wurde als nicht sanierungsfähig eingeschätzt, auch ein Denkmalwert wurde ihr nicht zuerkannt. Anders Kaufhaus und „Wallterrasse“: Obwohl das bis dahin bestehende Nutzungskonzept als Kaufhaus für Kindertextilien, Kinderwagen, Baby- und Schulbedarf als nicht mehr tragfähig eingeschätzt wurde, bestand keine Notwendigkeit, diese städtebauliche Lösung der unterbrochenen Flucht der Wallstraße aufzugeben.
Kinderkaufhaus und „Wallterrassen“ wurden von 1959 bis 1964 von den Architekten Wolfgang Hänsch und Georg Dettmar errichtet. Die Innengestaltung nahm Liselotte Filbrandt vor. Es wurde als zusammenhängender zwei- und dreigeschossiger L-förmiger Baukörper mit einer Terrassenanlage im ersten Obergeschoss mit Freitreppen und einer Nutzfläche von 2141 Quadratmetern erstellt. Die Konstruktion besteht aus einer Stahlbetonskelettweise. Die Fassade des Kaufhauses selbst wurde gegliedert mit Holz-Glas-Fensterbändern (Rasterung) und Brüstungsfeldern in farbigem Mosaik. Die Giebel des Kinderkaufhauses wurden mit hinterleuchteten Betonformsteinen und mit Glasmosaiken von Jürgen Seidel geschmückt, die auf das Thema des Kaufhauses bezogen waren.

Glasmosaik am Kinderkaufhaus
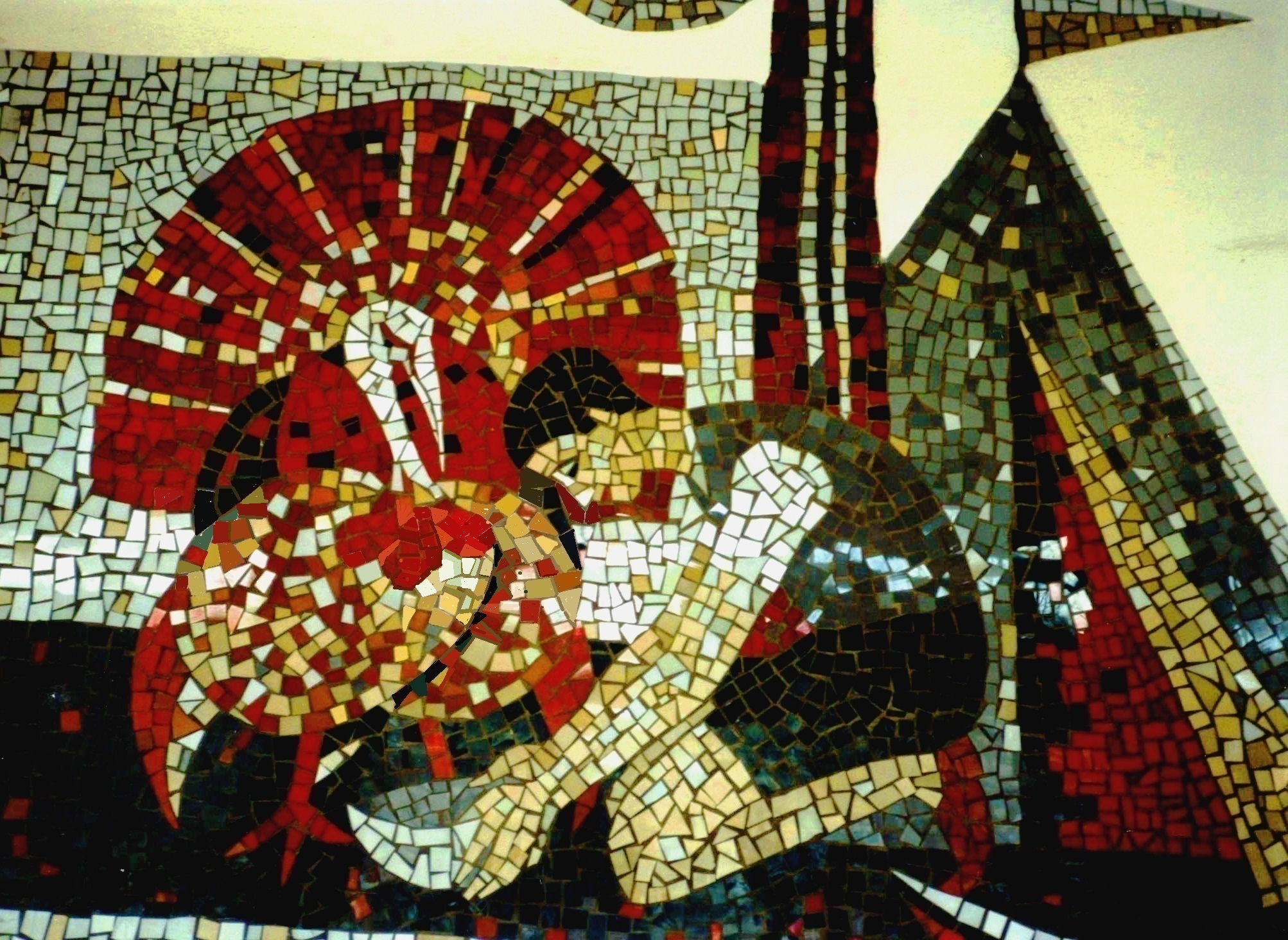
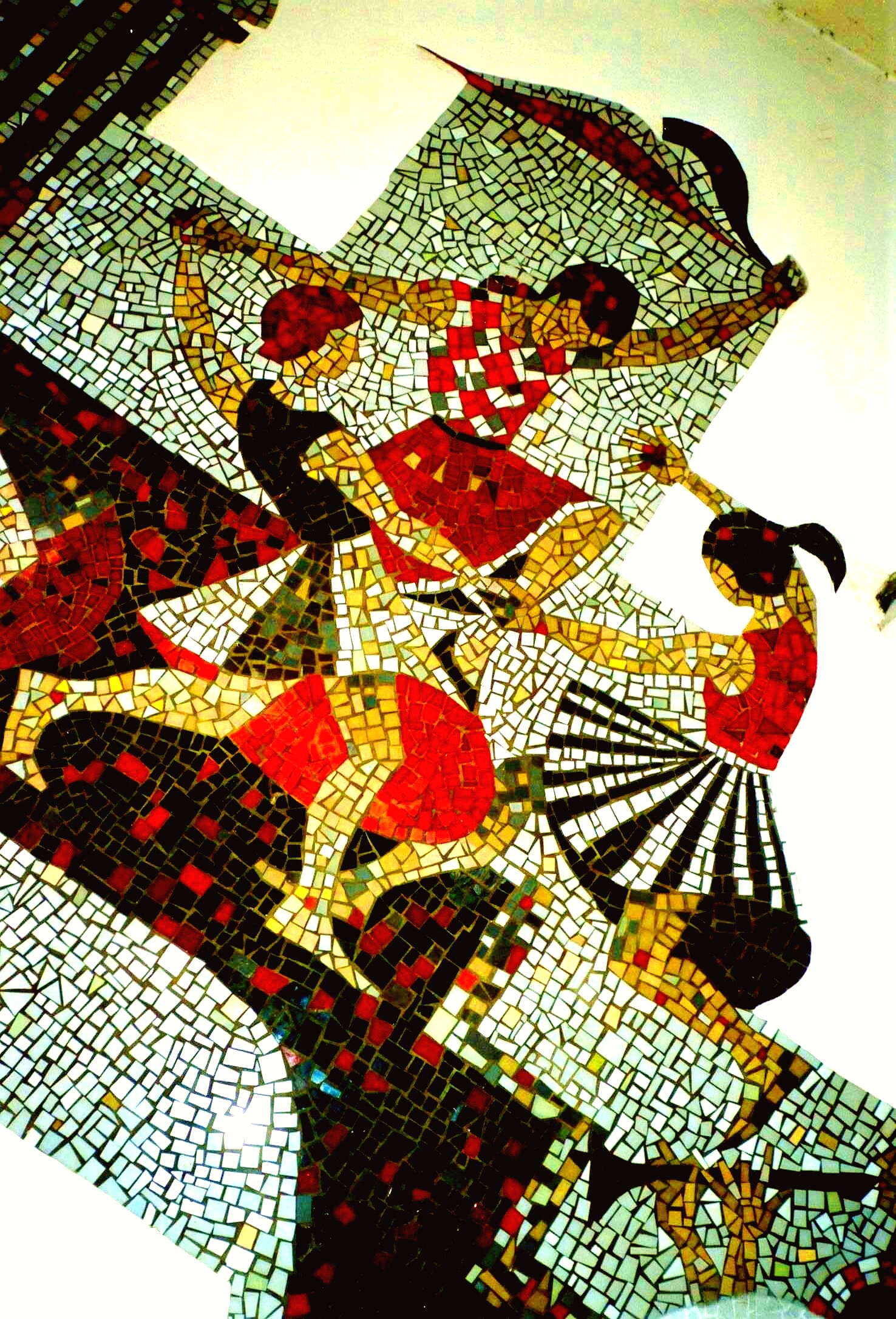

Das Gebäude ließen die Bauherren Wolff & Müller GmbH & Co. KG in den 1990er Jahren umbauen, das Äußere wurde stark verändert. Auf Grund ihres Wertes wurden die Mosaiken rekonstruiert, auch die „Wallterrasse“ wurde saniert. Deren Nutzung änderte sich allerdings im Laufe der Zeit, der ursprünglich damit verbundene Aufenthaltswert wurde allerdings nicht mehr erreicht.